# Fan Xiaoqing
Fan Xiaoqing (Xangai 1955 -) és una escriptora i guionista xinesa. Guanyadora del Premi Lu Xun de literatura de l'any 2004, per Cheng xiang jianshi (城乡简史) traduïda a l'anglès com "Short history of town and country" o "City Living, Country Living".

## Biografia
Després de la Revolució Cultural, a principis del 78,quan van reobrir les universitats, va ingressar al departament de Llengua i Literatura Xineses de l'Escola Normal de Jiangsu (actual Universitat de Suzhou) a on es va graduar el 1982. Posteriorment en aquesta universitat hi va ensenyar teoria de l'art i literatura. El 1985 va ser transferida a l'Associació d'Escriptors de la província Jiangsu.
Ha sigut  vicesecretaria i vicepresidenta de l'Associació d'Escriptors de Jiangsu, membre de l'Associació d'Escriptors Xinesos, presidenta de la Federació de Cercles Literaris i d'Art de Suzhou i redactora en cap de la "Revista Suzhou". En l'àmbit polític es membre de la Conferència Consultiva Política del Poble Xinès.

### Carrera literària
Va publicar la seva primera obra el 1980. Però la seva carrera va començar realment després del 1985, en el context de l’aparició d’un corrent neorealista (新 写实 小说) representat per escriptors nascuts com ella al llarg dels anys cinquanta.
Fan Xiaoqing és especialment coneguda pels seus contes: n’ha escrit més de 250 i publica regularment col·leccions, tan populars entre la crítica com entre els lectors. Un dels més coneguts és el titulat 子 乡 简史 (A Brief History of Zixiang) que reuneix 13 relats breus, inclòs el que va donar títol a la col·lecció i al qual va rebre el premi Lu Xun.
Als anys noranta, va iniciar un canvi d’estil, tant en els seus relats curts com en les seves novel·les. Es va tornar cap a l'anàlisi de la societat i la burocràcia, en el que ella ha anomenat "obres polítiques".
Des del 2016 només ha publicat contes i assajos. A finals del 2015, va publicar una antologia de 27 relats titulats 父亲还在渔隐街. (Father is still on Yuyin Street).
El març de 2018, el nou "The Fragment" (碎片) va rebre el vuitè premi Wang Zengqi.

## Obres destacades
- Wo zai Nali Diushi le Ni (我在哪里丢失了你) (Did I Lose You?)
- "Old Shores" (老 岸)
- Cheng xiang jianshi (城乡简史) (Short history of town and country)
- Ying Yang xiang (鹰扬巷) (Ying Yang Alley)
- Sheng yu huanghun huo qingchen (生于黄昏或清晨) (Born in an Unknown Hour)
- Women de zhandou shenghuo xiang shipian (我们的战斗生活像诗篇) (Our Life of Combat is Like Poetry)
- Women Dou zai Fuwuqu (我们都在服务区)
- 百日阳光 (Hundred Days of Sunshine)
- 赤脚 医生 万泉 和 (The barefoot doctor Wan Quanhe)
- Menghuan Kuaidi (梦幻快递)
- Chengxiang Jianshi (城乡简史)
- Yingyang Xiang (鹰扬巷)
- Shengyu Huanghun huo Qingchen (生于黄昏或清晨)